# Racket Attack
Racket Attack (燃えろ!!プロテニス?, Moero!! Pro Tennis) è un videogioco sportivo del 1988 pubblicato da Jaleco per Nintendo Entertainment System. La versione statunitense del gioco è sponsorizzata da Wilson.

## Modalità di gioco
In Racket Attack uno dei 16 diversi tennisti (8 uomini e 8 donne) partecipa ad un torneo composto da sette incontri su tre diversi campi da gioco. Sono presenti una modalità multigiocatore e un sistema di password.